# Reggenza di Lombok Centrale
La reggenza di Lombok Centrale (in indonesiano: Kabupaten Lombok Tengah) è una reggenza dell'Indonesia, situata nella provincia di Nusa Tenggara Occidentale.